# Anne van Egmond (mediapersoon)

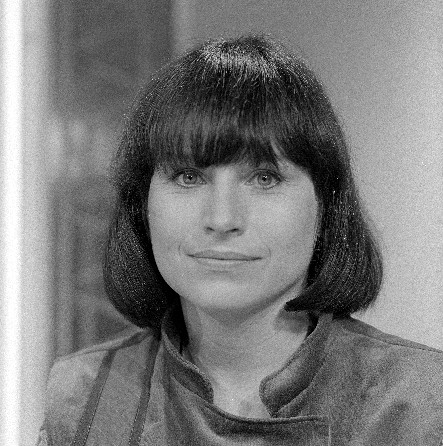
Anne van Egmond in 1984

Anne van Egmond, geboren als Geertruida Meinema (Utrecht, 26 februari 1947) is een Nederlands programmamaker en diskjockey.

## Biografie
Twee weken na haar geboorte werd Anne door haar alleenstaande moeder afgestaan aan de pleegouders Van Egmond, die een kroeg hadden in Leiden. Daarin stond een jukebox. Vaak alleen op haar kamertje boven luisterde ze naar de radio. Zo maakte ze van kleins af aan kennis met alle lichte muziek en leerde daarnaast het bespelen van de accordeon.
Anne doorliep de Leidse HBS. Als 15-jarige begon ze bij de AVRO bij jeugdomroep Minjon. In 1965 ging ze verder bij de KRO als medepresentator naast Theo Stokkink van het jongerenprogramma Sjook. Daarna volgden programma's als P.M., Vliegende Schijven voor de militairen, Djinn, Interlokaal, Adres Onbekend, het verzoekplatenprogramma op Hilversum 3 Je kunt me nog meer vertellen, Tombola met Lex Lammen en Lex Tondeur, Van Oud Zeer tot Zeer Oud, Aan de Veilige Kant, De Vensterbank, Met Anne, Radio de Zwarte Roos met Peter van Bruggen en Egmondcomplex.
Na haar eerste periode bij de KRO was Van Egmond werkzaam bij de AVRO (1980-1983), wederom de KRO (1983-1989), TROS (1989-1992), RVU, AT5 en Classic FM. Van 1997 tot augustus 2016 had ze haar programma Egmond Binnen bij RTV Noord-Holland en vanaf januari 2008 het programma Anne op Zaterdag van dezelfde zender. Op 27 augustus 2016 was daar haar laatste uitzending omdat RTV Noord-Holland niet met haar verder wilde.
Naast haar radiowerk heeft Van Egmond zich ook beziggehouden met televisie. Tussen 1965 en 1967 was ze KRO-tv-presentatrice. Verder zijn er nog wat tv-optredens geweest zoals vier keer AVRO's Sterrenslag, 17 keer Zo Vader, Zo Zoon, een paar keer AVRO's Babbelonië met Pim Jacobs en Jos Brink, en een seizoen in Rudi Carrells 1-2-3-show. Verder heeft ze meegedaan met Tien voor Taal, Henny Huismans Playbackshow en de Soundmixshow. Na haar vertrek bij RTV Noord-Holland ging ze aan de slag bij het televisiekanaal ONS met een programma met de al eerder gebruikte naam Egmond Binnen.

## Privé
In een gesprek in de Tinekeshow (NPO Radio 5) van 27 mei 2014 liet ze weten dat Rogier van Otterloo haar halfbroer is. Datzelfde vertelde Van Egmond daarna ook in de jubileumaflevering van het tv-programma De Reünie (KRO-NCRV NPO 1) op 22 november 2015 aan journalist/programmamaker Derk Bolt. Deze kreeg daarbij voor de camera inzage in het officiële document met de uitslag van de afgenomen DNA-test, waarbij haar DNA was vergeleken met dat van dirigent en componist Willem van Otterloo. Met aan zekerheid grenzende waarschijnlijkheid – 89,7% – wordt dit verhaal bevestigd. Zij zou dus de dochter zijn van Willem van Otterloo en daarmee een halfzus van Rogier van Otterloo.